# King Bach
Andrew Byron Bachelor, bättre känd under sitt artistnamn King Bach (uttalas "Batch"), född 26 juni 1988 i distriktet Rexdale i Toronto, Ontario, är en kanadensisk-amerikansk internetkomiker och skådespelare. Han blev berömd via den numera nedlagda videodelningstjänsten Vine, där han var den mest följda användaren/kreatören, med totalt 16,2 miljoner följare. Han flyttade till West Palm Beach i Florida i USA när han var två år gammal.
King Bach, vars riktiga namn är Andrew Bachelor, har i sitt skådespelaryrke bland annat medverkat i filmer som Meet the Blacks (2016), Fifty Shades of Black (2016), When We First Met (2018), Till alla killar jag har gillat (2018), The Babysitter (2017), The Babysitter: Killer Queen (2020) och Greenland (2020). Han har även ett Tiktokkonto och en Youtube-kanal, som i september 2024 hade 28,3 miljoner följare, respektive 3,5 miljoner prenumeranter.

## Filmografi (i urval)

### Filmer
| År   | Titel                                  | Roll           | Noter              |
| ---- | -------------------------------------- | -------------- | ------------------ |
| 2015 | We Are Your Friends                    | Sig själv      | Cameo              |
| 2016 | Fifty Shades of Black                  | Jesse          |                    |
| 2016 | Meet the Blacks                        | Freezee        |                    |
| 2017 | Grow House                             | Andy           |                    |
| 2017 | Shot Caller                            | Tony           | Okrediterat cameo  |
| 2017 | The Babysitter                         | John           |                    |
| 2017 | Var är pengarna                        | Del Goodlow    | Exekutiv producent |
| 2018 | When We First Met                      | Max            |                    |
| 2018 | Game Over, Man!                        | Hotellgäst     | Cameo              |
| 2018 | Till alla killar jag har gillat        | Greg           |                    |
| 2019 | Rim of the World                       | Logan          |                    |
| 2019 | Airplane Mode                          | Sig själv      |                    |
| 2020 | Coffee & Kareem                        | Rodney         |                    |
| 2020 | The F**k-It List                       | Jasper Zim     |                    |
| 2020 | Greenland                              | Colin          |                    |
| 2020 | The Babysitter: Killer Queen           | John           |                    |
| 2020 | Holidate                               | Neil           |                    |
| 2020 | Love, Weddings & Other Disasters       | Kapten Ritchie |                    |
| 2021 | The House Next Door: Meet the Blacks 2 | Freezee        |                    |
| 2021 | Vacation Friends                       | Gabe           |                    |
| 2023 | Fear                                   | Benny          |                    |
| 2023 | Familjeförvirringen                    | Glen           |                    |
| 2023 | Float                                  | Jesse          |                    |

### TV-serier
| År        | Titel                               | Roll           | Noter                                 |
| --------- | ----------------------------------- | -------------- | ------------------------------------- |
| 2012      | House of Lies                       | Chris          | 4 avsnitt                             |
| 2014–2015 | Wild 'n Out                         | Sig själv      | 18 avsnitt                            |
| 2014–2015 | The Mindy Project                   | Dr. T.J. Gigak | 5 avsnitt                             |
| 2015      | Key & Peele                         | Kompis #1      | Avsnittet "MC Mom"                    |
| 2015      | The Soul Man                        | Travis Fontana | Avsnittet "Oh Snow You Didn't"        |
| 2015      | Punk'd                              | Sig själv      | Medvärd                               |
| 2016      | TripTank                            | Olika röster   | Avsnittet "The D.O.N.G."              |
| 2016      | Easy                                | Andrew         | Avsnittet "Art and Life"              |
| 2017      | Workaholics                         | Colt           | Avsnittet "Trainees' Day"             |
| 2017      | Angie Tribeca                       | Aaron McLaren  | Avsnittet "Brockman Turner Overdrive" |
| 2020      | The Walking Dead                    | Bailey         | Avsnittet "What We Become"            |
| 2020      | Sneakerheads                        | Bobby          | 6 avsnitt                             |
| 2021      | Creepshow                           | Jackson        | Avsnittet "Familiar"                  |
| 2022      | Black-ish                           | Isaiah         | Avsnittet "Hoop Dreams"               |
| 2024      | The Walking Dead: The Ones Who Live | Bailey         | Avsnittet "Gone"                      |